# Mawlamyine
Mawlamyine (voorheen Moulmein) is de hoofdstad van de deelstaat Mon in Myanmar. De naam is een Birmaanse verbastering van een Mon-naam die "geruïneerd oog" betekent; een verwijzing naar een Mon-koning die hier in de oudheid een oog zou hebben verloren.

## Trivia
De gebeurtenissen die George Orwell beschrijft in Shooting an Elephant spelen zich af in Moulmein.